# دل بالمر
دل بالمر (بالإنجليزية: Del Palmer)‏ هو مهندس صوت ومغني وعازف قيثارة بريطاني، ولد في 3 نوفمبر 1952 في لندن في المملكة المتحدة.

## وصلات خارجية
- دل بالمر على موقع IMDb (الإنجليزية)
- دل بالمر على موقع ميوزك برينز (الإنجليزية)
- دل بالمر على موقع إن إن دي بي (الإنجليزية)
- دل بالمر على موقع أول ميوزيك (الإنجليزية)
- دل بالمر على موقع ديسكوغز (الإنجليزية)
- دل بالمر على موقع قاعدة بيانات الفيلم (الإنجليزية)